# Шелестівка (Микільський старостинський округ)
Шелесті́вка (до 2016 року — Червона Зоря) — село в Україні, у Міловській селищній громаді Старобільського району Луганської області. Населення становить 85 осіб. Колишній орган місцевого самоврядування — Микільська сільська рада.

## Населення
За даними перепису 2001 року населення села становило 85 осіб, з них 85,88 % зазначили рідною мову українську, а 14,12 % — російську.